# España en el Festival de la Canción de Eurovisión 2023
España participó en el LXVII Festival de la Canción de Eurovisión, que se celebró en Liverpool, Reino Unido del 9 al 13 de mayo de 2023, tras la victoria de Kalush Orchestra con la canción «Stefania» representando a Ucrania y debido a la imposibilidad de este país de acoger el concurso por la invasión rusa de Ucrania. Radiotelevisión Española (RTVE), radiodifusora encargada de la participación hispana dentro del festival, decidió organizar por segunda vez el Benidorm Fest, tras su resurgimiento el año anterior. Tras la realización de dos semifinales y una final, en la que concursaron 18 canciones; en la final del 4 de febrero de 2023, fue declarada ganadora la artista ilicitana Blanca Paloma con la canción de flamenco fusión «Eaea» compuesta por ella misma y José Pablo Polo.
España, con calidad de miembro de los «Big Five», estuvo clasificada directamente a la gran final. Durante las semanas previas al festival, Blanca Paloma se colocó como una de las favoritas para ganar el concurso, situándose dentro de las cinco primeras posiciones de las casas de apuestas.
Finalmente, Blanca Paloma obtuvo una 17.ª posición en el festival con un total de 100 puntos, 95 del jurado profesional y 5 del televoto, 

## Historia de España en el Festival
España participa interrumpidamente desde su debut en el Festival de la Canción de Eurovisión desde 1961. En esa primera participación, quedó en novena posición con la canción «Estando contigo» de Conchita Bautista. Desde 1999, España forma parte del llamado «Big Four», junto a Alemania, Francia y Reino Unido; ampliado con Italia en 2011 y denominado «Big Five». Dicho grupo de países pasa directamente a la final, sin tener que participar en alguna de las dos semifinales.
España ha ganado dos veces el Festival: la primera, en Londres 1968, con la canción «La, la, la», interpretada por Massiel, y la segunda en el año siguiente, con Salomé interpretando «Vivo cantando».
España ha participado en el concurso en 61 ocasiones, ganando en dos de ellas y quedando en otras 29 ocasiones entre los diez primeros: en 1961, de 1966 al 1975, de 1977 a 1979, 1982, 1984, 1986, de 1989 al 1991, 1995, 1997, de 2001 al 2004, 2012, 2014 y 2022. Asimismo, no ha obtenido punto alguno en tres ocasiones: en 1962 y 1965 —con un sistema diferente de votación—, y en 1983, siempre empatando con otros países. En el siglo XXI, el mejor resultado de España en Eurovisión ha sido el tercer puesto en 2022, con Chanel Terrero y el tema «SloMo» en Turín. En los años recientes, España ha quedado siempre en la mitad baja de la clasificación con las excepciones de 2012, cuando Pastora Soler devolvió al país de nuevo al top 10 con su tema «Quédate conmigo»; y en 2014, cuando el tema «Dancing in the Rain» de Ruth Lorenzo consiguió una décima posición —empatando a puntos con Dinamarca en la novena—, así como del ya mencionado tercer puesto de 2022.
En 2022, la cantante de origen cubano y ganadora del Benidorm Fest Chanel Terrero, se colocó en 3.ª posición con 459 puntos en la gran final: 231 del jurado profesional (3°) y 228 del televoto (3°), con el tema «SloMo».

## Representante para Eurovisión

### Benidorm Fest 2023
El Benidorm Fest 2023 fue la 2° edición de la renovada final nacional española. El 19 de julio de 2022 RTVE realizó una conferencia de prensa con la cual anunció y presentó las bases y detalles para la preselección. La competencia tiene lugar del 31 de enero al 4 de febrero de 2023, con la participación de 18 intérpretes, que fueron anunciados el 25 de octubre de 2022.
La final del festival, tendrá lugar el 4 de febrero, con la realización de una sola ronda de votación. Después de que los 8 finalistas interpreten sus canciones, se someterán a una votación, compuesta por un panel de un jurado compuesto por 3 figuras nacionales y 5 internacionales (50%), un panel demoscópico (25%) y la votación del público (25%). Tras la votación fue declarada ganadora Blanca Paloma con el tema «Eaea», canción de fusión flamenco-electrónica compuesta por la propia Blanca junto a José Pablo Polo. Blanca Paloma obtuvo un total de 169 puntos, siendo la opción predilecta del jurado y el televoto y la segunda opción del panel demoscópico, convirtiéndose así en la 62.ª representante española en el festival eurovisivo.
| N.º | Artista       | Canción              | Jurado | Panel Demoscópico | Televoto | Lugar | Puntos |
| --- | ------------- | -------------------- | ------ | ----------------- | -------- | ----- | ------ |
| 1   | Karmento      | «Quiero y duelo»     | 35     | 20                | 25       | 6     | 80     |
| 2   | Megara        | «Arcadia»            | 50     | 28                | 28       | 4     | 106    |
| 3   | Alice Wonder  | «Yo quisiera»        | 53     | 16                | 20       | 5     | 89     |
| 4   | Fusa Nocta    | «Mi familia»         | 24     | 25                | 22       | 8     | 71     |
| 5   | Agoney        | «Quiero arder»       | 80     | 30                | 35       | 2     | 145    |
| 6   | Blanca Paloma | «Eaea»               | 94     | 35                | 40       | 1     | 169    |
| 7   | José Otero    | «Inviernos en Marte» | 37     | 22                | 16       | 7     | 75     |
| 8   | Vicco         | «Nochentera»         | 59     | 40                | 30       | 3     | 129    |

## En Eurovisión
España, al ser uno de los países pertenecientes al Big Five, está clasificada automáticamente a la final del 13 de mayo, junto al país anfitrión, el ganador defensor: Ucrania y el resto del Big Five: Alemania, Francia, Italia y el Reino Unido (quien también funge como país anfitrión). El sorteo realizado el 31 de enero de 2023, determinó que el país, tendría que transmitir y votar en la segunda semifinal.
Los comentarios para España correrán por quinta ocasión de la dupla de Tony Aguilar y Julia Varela en la transmisión por televisión. La portavoz de la votación del jurado profesional español será la cantante y representante española en el Festival de 2014, Ruth Lorenzo.

### Final
Blanca Paloma tomó parte de los primeros ensayos los días 4 y 6 de mayo y los ensayos generales con vestuario de la segunda semifinal los días 10 y 11 de mayo y de la final los días 12 y 13 de mayo. El ensayo general de la tarde del 12 fue tomado en cuenta por los jurados profesionales para emitir sus votos, que representaron el 50% de los puntos. Después de los ensayos del 6 de mayo, un sorteo determinó en que mitad de la final participarían los países del Big Five. España fue sorteada en la primera mitad (posiciones 1-13). Una vez conocidos todos los finalistas, los productores del show decidieron el orden de actuación de todos los finalistas, respetando lo determinado por el sorteo. El orden de actuación revelado durante la madrugada del viernes 12 de mayo, decidió que España debía actuar en la posición 8 por delante de Chipre y detrás de Suecia.
En la final de Eurovisión 2023, tras la suma del voto profesional y televoto, Blanca Paloma consiguió un total de 100 puntos, quedando en la posición número 17 (9° posición en jurado profesional con 95 puntos y 26° en televoto con sólo 5), recibiendo por tanto, la menor puntuación del televoto de entre todos los concursantes. Su participación en el concurso europeo fue tildada de «fracaso» por diferentes medios de comunicación y parte de la opinión pública de España.